# 49er
49er e 49er FX é uma embarcação de competição leve (dinghy), tripulada por duas pessoas que se penduram nos respectivos trapézios para contrabalançar a área vélica. Caracteriza-se por ser um barco extremamente rápido em que é necessário uma excelente técnica e coordenação entre os tripulantes para o navegar de forma segura e rápida. A classe 49er é uma embarcação olímpica desde os Jogos de Sydney em 2000.

## História
O 49er tem origem inicialmente na classe Internacional 14. Esta classe é uma classe de desenho aberto, no sentido que apenas são fixadas algumas dimensões base como comprimento (14 pés ou 4,26 metros), máximo de área vélica e pouco mais. Este conceito convida os participantes a inovar na construção, desenho, e tecnologia a utilizar. Dois velejadores da classe, o pai e filho Frank e Julian Bethwaite, começaram a partir do fins dos anos 80 a idealizar o skiff ideal para duas pessoas. Relatam que durante um almoço com muito álcool começaram a desenhar o 49er num guardanapo. Em 1994, através do estaleiro Bethwaite Designs completaram o desenho final do 49er.
Alguns dos aspectos inovadores do 49er em relação aos anteriores skiffs são as asas sólidas (em oposição a asas de rede), os reforços em fibra de carbono, o mastro de duas peças em Alumínio e fibra de carbono e o sistema de içar o spinnaker.
Em 1996 os Bethwaite entraram com o 49er nos concursos que decidiriam a embarcação que entraria nos Jogos Olímpicos para a classe Dupla Aberta, ou barco da alta performance. O 49er ganhou com larga margem, sendo o barco com melhores prestações, de melhor construção e melhor equilíbrio entre preço e qualidade. A partir desse momento, a classe expandiu mundialmente, arrastando membros de todas as classes, desde o Laser ao 470.

## Características
- Comprimento: 4,99 m
- Largura: 2,9 m
- Peso do casco: 94 kg
- Área vélica à bolina 21,2 metros quadrados
- Área do Spi assimétrico: 38 metros quadrados

## Casco
O barco é composto por um casco hermeticamente fechado, tipo prancha de windsurf, com duas asas extensíveis. Estas asas servem para aumentar o braço de força que os tripulantes fazem de modo a contrariar o movimento causado pela força do vento na vela. Atualmente apenas se retrai as asas para armazenar ou transportar o barco, que diminui consideravelmente o espaço que o barco ocupa.

## Leme
O leme tem duas extensões (em carbono ou alumínio) para que possa ser conduzido em ambos os bordos sem o incômodo de passar a extensão de um lado para o outro.

## Mastro
O mastro tem duas secções: uma em alumínio - a base - e outra em fibra de carbono - a ponteira - cada uma com o mesmo comprimento que compõem um mastro altamente flexível e responsivo a mudanças de intensidade de vento, indispensável para que o barco seja manejável com uma área vélica tão sobredimensionada. O mastro é fixo ao barco na base por uma calha e por três pares de brandais laterais mais um brandal de proa. Os brandais não só fixam o mastro como permitem dar forma ao mastro (pre-bend), uma parte preponderante da afinação do barco e um dos factores que torna este esporte tão complexo.

## Velas

O velame tem um total de três velas: Duas para orçar e um spinnaker (spi) para andar à popa.
As duas velas principais - a vela grande e buja - são feitos de uma malha de Kevlar colada entre dois filmes de Mylar, com talas que percorrem toda a largura das velas, imprimindo-lhes a forma.
A buja tem apenas uma escota e vira automaticamente entre bordos que permite desocupar os tripulantes dessa tarefa. O barra do estai tem uma afinação que ajusta o ângulo que este faz no barco, e o próprio estai tem uma afinação que ajusta o ângulo vertical através do qual é puxado, permitindo assim mexer na forma do estai, adequando-o da melhor maneira às condições presentes.
O spi é feito de nylon e é fixado entre a ponta do mastro e a ponta do pau de spi, na proa do barco, sendo assimétrico. Este é içado e recolhido utilizando apenas um cabo: uma adriça que o sobe e em simultâneo puxa o pau de spi para fora. No seguimento, a adriça  pela saco de spi, atravessa o spi em três pontos, subindo pela vela, agarrando-o no último, já a 3/4 da altura do spi. No momento de arrear o spi, solta-se a adriça e começa-se a puxar pelo seguimento do cabo (retreiver) que o embrulha em si e puxa para dentro do saco de spi, e ainda retrai o pau de spi, tudo em apenas uma acção.
O pau de spi é também feito de carbono, que lhe imprime uma flexibilidade e leveza excepcionais.

## Construção
O 49er é construído através de tecnologia de topo, com os materiais mais recentes e os padrões mais elevados, para se obter barcos o mais idêntico possível por todos os construtores.

## Casco
O desenho do casco é fruto de uma longa investigação levada a cabo por Frank e Julian Bethwaite durante longos anos com o objectivo de conseguir o casco mais rápido, manobrável, leve e durador que conseguissem obter utilizando as técnicas mais avançadas da altura. O casco é construído em Epoxy GRP (Glass Reinforced Plastic) e sanduíche de espuma de PVC laminados a vácuo, e reforçada com carbono nas zonas de alto esforço torna o casco altamente durável e leve, pesando apenas 94 kg. O desenho do casco contém alguns aspectos únicos até a altura. O casco foi feito para que passe de andar dentro de água, para andar em cima da água, o chamado planar.
Normalmente, um barco tem uma velocidade máxima de casco, que é dependente da raiz quadrada da velocidade. Em termos leigos, o casco atinge a velocidade máxima quando este está entre a onda de proa e a onda de popa. Para começar a planar, o casco tem de vencer a onda de proa para começar a navegar por cima da água. Normalmente o ponto exactamente anterior a começar a planar é o ponto de maior resistência hidrodinâmica. Quando passa a planar, sente-se uma aceleração repentina. A grande inovação no 49er foi a inexistência dessa aceleração repentina, porque o casco foi desenhado de forma a que a onda de proa fosse quase inexistente, e assim o barco passa de sub-planar para planar fluidamente. Para atingir este desenho foram necessários seis anos de evoluções incrementais. As asas são extremamente baixas, algo que é invulgar neste tipo de embarcação. O propósito disto foi diminuir a resistência aerodinâmica. isto foi conseguido construindo asas extremamente aerodinâmicas, e mais importantemente, mantendo-as abaixo de 1 metro acima da linha de água, onde a velocidade do ar tem metade da velocidade, devido a efeitos viscosos
, diminuindo assim drasticamente o vento aparente, e assim a resistência aerodinâmica.
Outro aspecto importante do casco são as bordas deste. Visto que tem muito pouco volume na proa, o barco é susceptível a embicar nas ondas. No entanto as bordas formam um semicírculo de modo a desviar a água para baixo, tornando o barco mais seco, ajudando na sustentação dinâmica, e evita que a proa afunde nas ondas.

## Mastro
Medindo cerca de 7,5 metros, faz com que a dimensão do casco pareça irrisória. É composto por duas partes, uma base e alumínio, e a ponteira em fibra de carbono, semelhante aos mastros de windsurf. Sendo esta extremamente flexível, permite uma resposta controlável às refregas, pois aos 8 nós de vento já esta plenamente potenciado. A ponteira é construída em fibra de carbono pois o diâmetro na ponta é demasiado pequeno para ser laminado e soldado em alumínio, permitindo assim uma forma óptima para o alivio gradual das refregas. Tem também uma retranca elevada, facilitando a movimentação dentro do barco.

## Iniciação na classe
Tendo em vista as performances e grau de dificuldade do barco, este barco não é recomendado para velejadores que não sejam experientes em classes que tenham trapézio. Assim sendo, recomenda-se que um velejador que não seja experiente na arte do trapézio faça um estagio anterior num barco com apenas um trapézio, como um 420 ou um 470. Estando habituado aos processos decorrentes do uso do trapézio, será mais fácil o timoneiro concentrar-se na condução do barco.
Na fase inicial da aprendizagem, recomenda-se que seja adoptada uma estratégia de crescimento a médio prazo, começando por velejar em dias de mar-chão e pouco vento (5-8 nós), progredindo para dias de mar-chão com um pouco mais vento (8-12 nós) à medida que ganha mais confiança e mais experiência nas reacções do barco. Estes treinos deverão incidir especialmente na condução e manobra do barco. Não seguindo uma estratégia semelhante, facilmente haverá estragos e avarias que atrasam mais a evolução dentro da classe e podem levar a frustrações que poderiam ser evitadas.
À medida que aumenta o nível de conforto em condições cada vez mais adversas, ganha importância realizar treinos a dois com o fim de comparar velocidades. Nestes treinos, experimenta-se configurações diferentes do barco, aperfeiçoa-se a condução à bolina e o trimming das velas e equilíbrio do barco.
Por fim, à medida que se quer aumentar o ritmo, realizam-se regatas entre dois ou mais barcos, por forma a ensaiar situações de pressão durante as manobras.
Um aspecto essencial a ter em conta durante os treinos é a diferença de esforço entre os dois tripulantes. Normalmente o timoneiro realiza muito pouco esforço físico, sendo que é o que menos se move para promover o equilíbrio do barco, leva a vela que faz menos força (estai à bolina, vela grande à popa). Nessa situação, é normal que este queira levar o treino a uma intensidade elevada, realizando muitas manobras durante muito tempo. No entanto, esta situação pode ser contraproducente no aspecto de cansar excessivamente o proa e assim diminuir rapidamente a eficácia do treino com o passar do tempo. Por outro lado, se a tripulação levar bastantes líquidos, barras energéticas ou outros alimentos de elevado valor energético e variar períodos de grande intensidade com outros exercícios que exijam menos do proa, mais facilmente se conseguem treinos compridos e de elevado rendimento.

## Campeões na classe
| - Sydney 2000: Jyrki Järvi e Thomas Johanson ( Finlândia) - Atenas 2004: Iker Martínez e Xabier Fernández ( Espanha) - Pequim 2008: Jonas Warrer e Martin Kirketerp Ibsen ( Dinamarca) - Londres 2012: Nathan Outteridge e Iain Jensen ( Austrália - Rio 2016: Peter Burling e Blair Tuke ( Nova Zelândia) (masculino); Martine Grael e Kahena Kunze ( Brasil) (feminino) 49er - 1997, 1998: Chris Nicholson e Daniel Phillips ( Austrália) - 1999: Chris Nicholson e Ed Smyth ( Austrália) - 2000: Santiago López-Vázquez e Javier de la Plaza ( Espanha) - 2001: Jonathan McKee e Charles McKee ( Estados Unidos - 2002, 2004, 2010: Iker Martínez e Xabier Fernández ( Espanha) - 2003, 2006: Christopher Draper e Simon Hiscocks ( Reino Unido) - 2005: Rodion Luka e George Leonchuk ( Ucrânia) - 2007: Stevie Morrison e Ben Rhodes ( Reino Unido) - 2008: Nathan Outteridge e Ben Austin ( Austrália - 2009, 2011, 2012: Nathan Outteridge e Iain Jensen ( Austrália - 2013, 2014, 2015, 2016: Peter Burling e Blair Tuke ( Nova Zelândia) 49er FX - 2013: Alex Maloney e Molly Meech ( Nova Zelândia) - 2014: Martine Grael e Kahena Kunze ( Brasil) - 2015: Giulia Conti e Francesca Clapcich ( Itália) - 2016: Támara Echegoyen e Berta Betanzos ( Espanha) | - Toronto 2015: Victoria Travascio e Maria Branz ( Argentina) - 2006 a 2009 - André Otto Fonseca / Rodrigo Linck Duarte ( Brasil) - 2010, 2011 - André Otto Fonseca / Marco Grael ( Brasil) - 2012 - André Otto Fonseca / Francisco Andrade ( Brasil) - 2013 - Santiago Silveira / Philipp Umpierre ( Uruguai) - 2014 - Yago Lange / Klaus Lange ( Argentina) - 2015 - Marco Grael / Gabriel Borges ( Brasil) - 2016 - Yago Lange / Klaus Lange ( Argentina) 49er FX - 2013 - Martine Grael / Kahena Kunze ( Brasil) - 2014 - Juliana Senfft / Gabriela Nicolino ( Brasil) - 2015 -Martine Grael / Kahena Kunze ( Brasil) - 2016 - Victoria Travascio e Maria Branz ( Argentina) - 2001, 2002, 2003, 2004, 2007, 2008 - André Otto Fonseca / Rodrigo Link Duarte - 2005 - André Otto Fonseca / Jonathan Camara - 2006 - André Otto Fonseca / Samuel Albrecht - 2014 - Dante Bianchi / Thomas Low Beer - 2015 - Marco Grael / Gabriel Borges 49er FX - 2014 - Martine Grael / Kahena Kunze - 2015 - Martine Grael / Kahena Kunze |